# Cornelis van Bree
Cornelis (Cor) van Bree (Vlaardingen, 30 juni 1932 – Oegstgeest, 5 april 2025) was een Nederlandse taalkundige.

## Studie en werk
Van Bree studeerde Nederlandse taal- en letterkunde in Leiden, onder meer bij de taalkundige C.F.P. Stutterheim. Na enige jaren leraar Nederlands te zijn geweest aan onder andere het Stedelijk Gymnasium Schiedam, werd hij in 1968 benoemd tot wetenschappelijk medewerker, later hoogleraar (1983-1997) aan de Rijksuniversiteit Leiden. Tevens was hij lange tijd docent aan de MO-B opleiding COCMA te Utrecht. In 1981 promoveerde hij op Hebben-constructies en datiefconstructies binnen het Nederlandse taalgebied. Zijn specialismen waren historische taalkunde, Gotisch en dialectgeografie.
Van Bree overleed op 5 april 2025 in zijn woning in Oegstgeest. Hij werd 92 jaar oud.

## Publicaties
- Leerboek voor de historische grammatica van het Nederlands, Groningen 1977.
- Hebben-constructies en datiefconstructies binnen het Nederlandse taalgebied: Een taalgeografisch onderzoek, dissertatie Rijksuniversiteit Leiden, 1981.
- Het dialect in deze tijd, z.p., 1983 (Inaugurele rede)
- Historische grammatica van het Nederlands, Dordrecht 1987.
  - 2e [herziene en uitgebreide] editie: Leerboek voor de historische grammatica van het Nederlands - Deel 1: Gotische grammatica, inleiding, klankleer. Digitale editie. Leiden, 2016. Geen ISBN
- (met Marijke van der Wal) Geschiedenis van het Nederlands, Utrecht, 1992 (5e druk, 2008)
- Historische taalkunde, Leuven/Amersfoort 1990 (2e druk 1996).
- Lotgevallen van de Codex Argenteus: De wisselende waarde van een handschrift, Amsterdam 1995.
- Een oud onderwerp opnieuw bekeken: Het Ingweoons, Leiden 1997 [Afscheidcollege]
- Zuid-Hollands: Hollands tussen IJ en Haringvliet (Taal in stad en land 20), Den Haag 2004.
- (met Arjen P. Versloot) Oorsprongen van het Stadsfries, (m.m.v. Rolf H. Bremmer jr.), Leeuwarden, 2008.
- (met Ludo Jongen en Paula van Keulen) Amersfoortse praat: Een stad in taal en verhaal, Amersfoort, 2008.
- Het Nederlands in gevaar? En andere prangende taalkwesties, Houten & Antwerpen, 2014.

Verdere bibliografische gegevens
- "Selectieve Bibliografie van C. van Bree" in Taal in tijd en ruimte: Voor Cor van Bree bij zijn afscheid als hoogleraar Historische Taalkunde en Taalvariatie aan de Vakgroep Nederlands van de Rijksuniversiteit Leiden (SNL, 4.), ed. Ariane van Santen & Marijke van der Wal, pp. 387–393, Leiden, 1997.
- Biografieën, werken en teksten bij de Digitale Bibliotheek voor de Nederlandse Letteren (dbnl). Op de DBNL staan ook de volledige teksten van Het dialect van deze tijd, Historische grammatica van het Nederlands en een in 2003 herziene versie van Historische taalkunde.